# Lorem ipsum
Lorem ipsum е един от най-често използваните в печатарството и графичния дизайн заготовъчни текстове , служещи да запълват с текст онези графични елементи на документ или графична презентация, които трябва да бъдат представени със собствен шрифт и типография, запълвайки ги със стандартен, неотвличащ вниманието безсмислен текст.
Lorem ipsum е безсмислен, частично извлечен и умишлено видоизменен пасаж от текст на Цицерон, поради което визуално много приличащ на истински – заради разпределението и честотата на по-къси, средни и дълги думи, разпределението на интервалите и препинателните знаци, както и дължината на изреченията. Разнообразието му дава възможност чрез неговото копиране да се изпълни предвиденото пространство, да не се получат шарки от сорта на моарето вследствие еднотипно редуване на думи и интервали. „Налят“ по този начин в графичните блокове, Lorem ipsum позволява на окото да се абстрахира от конкретиката на смисления текст, и да се съсредоточи само върху особеностите на използвания шрифт и неговото визуално въздействие върху читателя.
Въпреки че текстът самостоятелно не носи смисъл (или такъв е трудно да се намери), той има дълга, петвековна история. Lorem ipsum е стандарт в печатния набор още от началото на 16 век, когато неизвестен печатар взел една шпалта набран текст на латински, като избрал само част от набора думи, а някои от думите – не в тяхната цялост. Текстът бил взет от параграфи 1.10.32 – 3 от „De finibus bonorum et malorum“ („За границите на доброто и злото“), трактат на Цицерон върху теория на етиката. Пасажът „Lorem ipsum...“ е взет от оригиналния пасаж „Neque porro quisquam est qui dolorem ipsum quia dolor sit amet, consectetur, adipisci velit...“, което се превежда като „Няма никой, който да обича болката сама по себе си, да я търси и да иска да я изпитва, просто защото е болка...“
Почти непроменен през последните пет века, текстът се използва и при навлизането на компютърните технологии в текстообработката и предпечатната подготовка. Съществуват версии на Lorem ipsum, съдържащи в добавка букви като k, w и z, които са несвойствени или изобщо липсват в латинския език. В интернет могат да се намерят и генератори на текстове, подобни на Lorem ipsum, в които могат да се указват предпочитания за броя букви, думи и параграфи, за „езика“ и стила на dummy текста и др.
Текст на lorem ipsum:
|  | Lorem ipsum dolor sit amet, consectetur adipisicing elit, sed do eiusmod tempor incididunt ut labore et dolore magna aliqua. Ut enim ad minim veniam, quis nostrud exercitation ullamco laboris nisi ut aliquip ex ea commodo consequat. Duis aute irure dolor in reprehenderit in voluptate velit esse cillum dolore eu fugiat nulla pariatur. Excepteur sint occaecat cupidatat non proident, sunt in culpa qui officia deserunt mollit anim id est laborum. |

Оригинален текст на Цицерон:
[32] Sed ut perspiciatis, unde omnis iste natus error sit voluptatem accusantium doloremque laudantium, totam rem aperiam eaque ipsa, quae ab illo inventore veritatis et quasi architecto beatae vitae dicta sunt, explicabo. Nemo enim ipsam voluptatem, quia voluptas sit, aspernatur aut odit aut fugit, sed quia consequuntur magni dolores eos, qui ratione voluptatem sequi nesciunt, neque porro quisquam est, qui dolorem ipsum, quia dolor sit amet, consectetur, adipisci[ng] velit, sed quia non numquam [do] eius modi tempora inci[di]dunt, ut labore et dolore magnam aliquam quaerat voluptatem. Ut enim ad minima veniam, quis nostrum exercitationem ullam corporis suscipit laboriosam, nisi ut aliquid ex ea commodi consequatur? Quis autem vel eum iure reprehenderit, qui in ea voluptate velit esse, quam nihil molestiae consequatur, vel illum, qui dolorem eum fugiat, quo voluptas nulla pariatur?
[33] At vero eos et accusamus et iusto odio dignissimos ducimus, qui blanditiis praesentium voluptatum deleniti atque corrupti, quos dolores et quas molestias excepturi sint, obcaecati cupiditate non provident, similique sunt in culpa, qui officia deserunt mollitia animi, id est laborum et dolorum fuga. Et harum quidem rerum facilis est et expedita distinctio. Nam libero tempore, cum soluta nobis est eligendi optio, cumque nihil impedit, quo minus id, quod maxime placeat, facere possimus, omnis voluptas assumenda est, omnis dolor repellendus. Temporibus autem quibusdam et aut officiis debitis aut rerum necessitatibus saepe eveniet, ut et voluptates repudiandae sint et molestiae non recusandae. Itaque earum rerum hic tenetur a sapiente delectus, ut aut reiciendis voluptatibus maiores alias consequatur aut perferendis doloribus asperiores repellat...